# Les Oubliés du dimanche
Les Oubliés du dimanche est le premier roman de Valérie Perrin, paru en 2015 en France aux éditions Albin Michel. L’autrice, de métier photographe et scénariste, travaille aux côtés du réalisateur Claude Lelouch, son mari.
Les Oubliés du dimanche a été récompensé par une dizaine de prix, dont le prix national Lions de littérature 2016, le prix Chronos 2016, le prix intercommunal Lire Élire 2016 et le prix Poulet-Malassis 2016,, puis en 2018 avec une réédition en poche, le prix Choix des libraires Littérature.

## Résumé
Justine Neige est une jeune femme de 21 ans, vivant chez ses grands parents avec son cousin dont elle est très proche depuis la mort de leurs parents respectifs dans un mystérieux accident de voiture lorsqu'ils étaient enfants. À côté elle travaille en tant qu'aide-soignante dans une maison de retraite appelée « Les Hortensias ». Un métier qui la passionne. Mais parmi tous ses patients, Justine noue une relation privilégiée avec Hélène Hel. Toutes les deux se livrent l'une à l'autre. D'un côté nous avons Hélène dont la vie est un roman, témoin de la Seconde Guerre mondiale, et de l'autre Justine qui peu à peu s'ouvre quant au drame qui a bercé son enfance et dont personne ne parle jamais chez elle,,.

## Critiques
- « Un roman addictif que l’on dévore. » Olivia de Lamberterie, Télématin[3]
- « Un beau livre sur la mémoire et la transmission, porté par une écriture sensible. » Delphine Peras, L'Express styles[4]
- « On est épaté par sa construction, sa densité, et le billard à plusieurs bandes de son sujet. » Pierre Vavasseur, Le Parisien[6]
- « Une héroïne originale et attachante, un univers surprenant, une conteuse de talent. » Nathalie Dupuis, Elle[7]

## Prix
- 2015 : prix du premier roman de Chambéry, Prix intergénération (Les lauriers verts)
- 2016 : prix national Lions de littérature, prix Chronos, prix intercommunal Lire Elire, prix Poulet-Malassis
- 2018 : Choix des libraires Littérature[8]

## Éditions
- Valérie Perrin, Les Oubliés du dimanche, Paris, Albin Michel, 2015, 384 pages[9].
- Valérie Perrin, Les Oubliés du dimanche, Paris, Le Livre de poche, 2017, 410 pages[7].